# Kaledonija
Kaledonija (latinsko Caledonia), latinsko ime, ki so ga Rimljani dali sedanji Škotski severno od svoje province Britanije. Kaledonija je bila onkraj meja Rimskega cesarstva. Ime je verjetno p-keltskega izvora. V sodobni rabi se uporablja kot romantično ali pesniško ime za Škotsko kot celoto in je primerljivo z imenom Hibernija za Irsko in Britanija za Veliko Britanijo. 

## Prvotna raba imena
Ime Kaledonija, ki so ga uporabljali Tacit, Ptolemaj, Lukan in Plinij starejši, se je nanašalo na ozemlje (ali del ozemlja) severno od Hadrijanovega zidu v sedanji Škotski, ki je bilo znano tudi kot  Piktija ali Piktavija. Ime se lahko nanašalo tudi na veliko osrednje piktsko pleme Kaledoncev, ki je morda prevladovalo na omenjenem ozemlju. 
Po Zgodovini Britov (Historia Brittonum), ki je bila napisana v anglosaškem obdobju, je bilo prizorišče sedme bitke mitološkega kralja Arturja gozd, ki je se v zgodnji valižanščini imenuje Coit Celidon in je sedaj na Škotskem. Sledovi mita so se ohranili do danes v Midlothianu: na obrobju Edinburga je stara vulkanska gora z imenom Arthur's Seat - Arturjevo sedlo.
Obstajajo tudi druge hipoteze o poreklu imena Kaledonija in Škotska. Po Moffatu (2005) ime izhaja iz p-keltske besede caled, ki pomeni "trdo". Beseda caled bi se lahko v svojem prvotnem pomenu nanašala tudi trdo ali kamnito zemljišče. Keay in Keay (1994) trdita, da je beseda "očitno prakeltska".
Ime Kaledonci je mogoče najti v toponomastiki, na primer kot Dùn Chailleann, škotsko-gelskem imenu mesta Dunkeld, ki pomeni "utrdba Kaledoncev", in morda v imenu gore Sìdh Chailleann, ki pomeni "vilinji hrib Kaledoncev".

## Lokacija
Natančna lokacija ozemlja, ki so ga Rimljani v zgodnjem obdobju zasedbe Britanije imenovali Kaledonija, je negotova. Njene meje so bile verjetno določene šele po zgraditvi Hadrijanovega zidu. Od takrat dalje je Kaledonija pomenila ozemlje severno od zidu, južno od njega pa je bila rimska provinca Britanija, ki je obsegala večino sedanje Anglije in Walesa. Rimljani so med kratkimi vojaškimi vdori v osrednjo in severno Škotsko zasedli Škotsko nižavje in ga priključili k Britaniji. Njihova prisotnost na Škotskem je trajala malo več kot štirideset let, na delih ozemlja pa kakšnih osemdeset let. Rimljani nikoli niso zasedli niti polovice škotskega ozemlja.
Ko so Rimljani severno od Hadrijanovega zidu zgradili še Antoninov zid in svoje vojaške posadke pomaknili proti severu, so Rimljani in Briti južno od zidu začeli trgovati s  Pikti severno od njega, kar dokazujejo arheološke najdbe. Veliko najdenega gradiva je razstavljenega v Škotskem narodnem muzeju v Edinburgu.

## Sodobna raba imena
Ime Kaledonija se v sodobni angleščini in škotščini uorablja bodisi za zgodovinski opis severne Britanije ali kot romantično in poetično ime Škotske kot celote. Takšna je na primer ljudska balada "Caledonia", ki jo je napisal Dougie MacLean in jo objavil leta 1979 na albumu z istim imenom.
Ime v komercialne namene uporabljajo tudi na primer letalska družba  British Caledonian, trajektna družba Caledonian MacBrayne in nočni vlak Caledonian Sleeper. ki vozi iz Londona na Škotsko.
Eno od Ptolemejevih poročil omenja Caledonia Silva (Kaledonski (pra)gozd), ki se je od rimskih časov do danes precej zmanjšal.

## Zanimivost
Naziv Škotska izvira iz latinskega izraza Scotia, ki se je prvotno pomenil Irsko. Za Škotsko se je začeli uporabljati potem, ko so se Scoti, po poreklu iz Irske, preselili na Škotsko.
Rimljani so Irsko imenovali tudi Hibernia, otok Veliko Britanijo pa Albion. Naziv Albion je soroden s škotsko gelskim nazivom Alba, ki pomeni Škotsko.